# مزار صفدر جنك

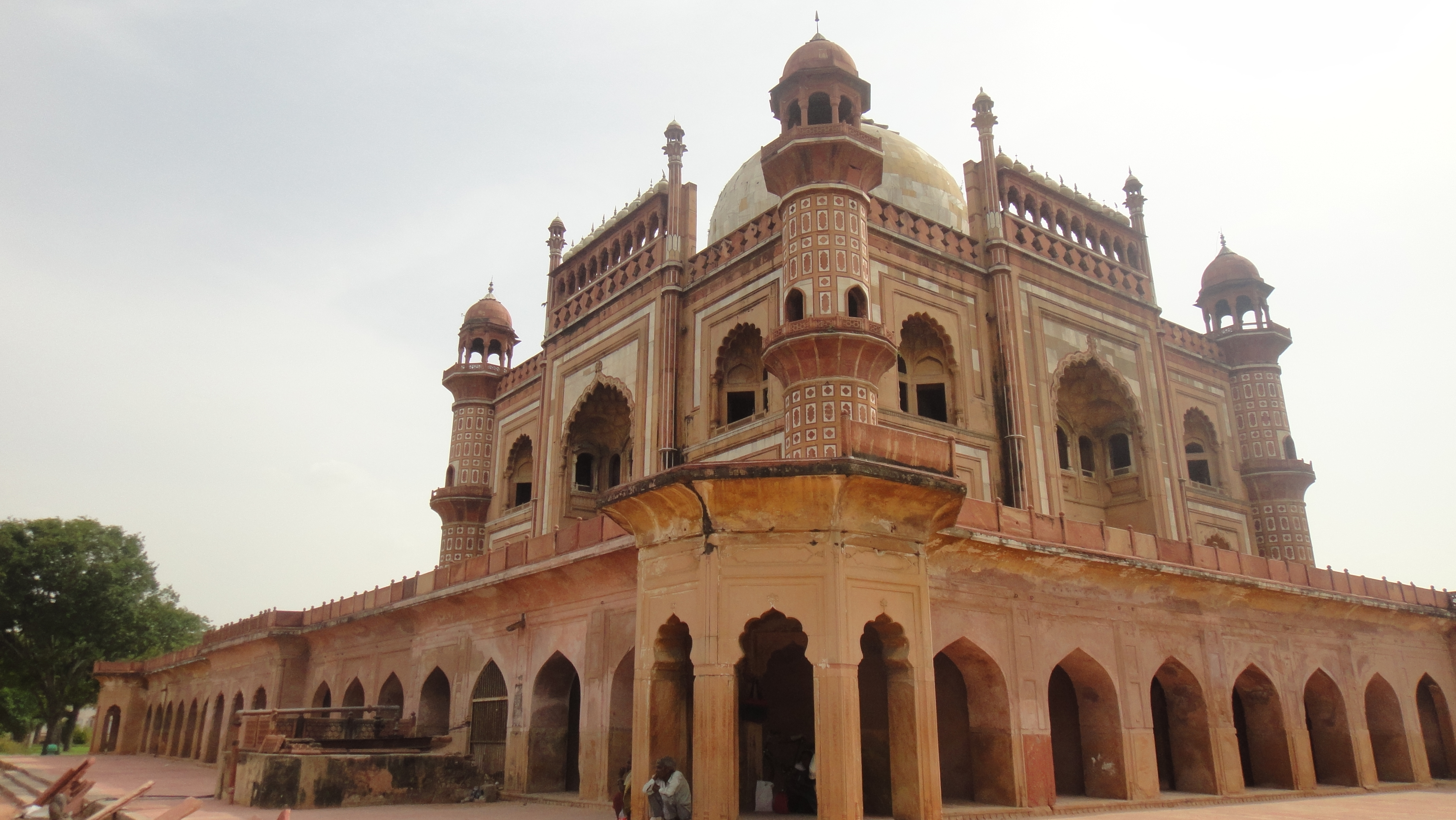
مزار صفدر جنگ

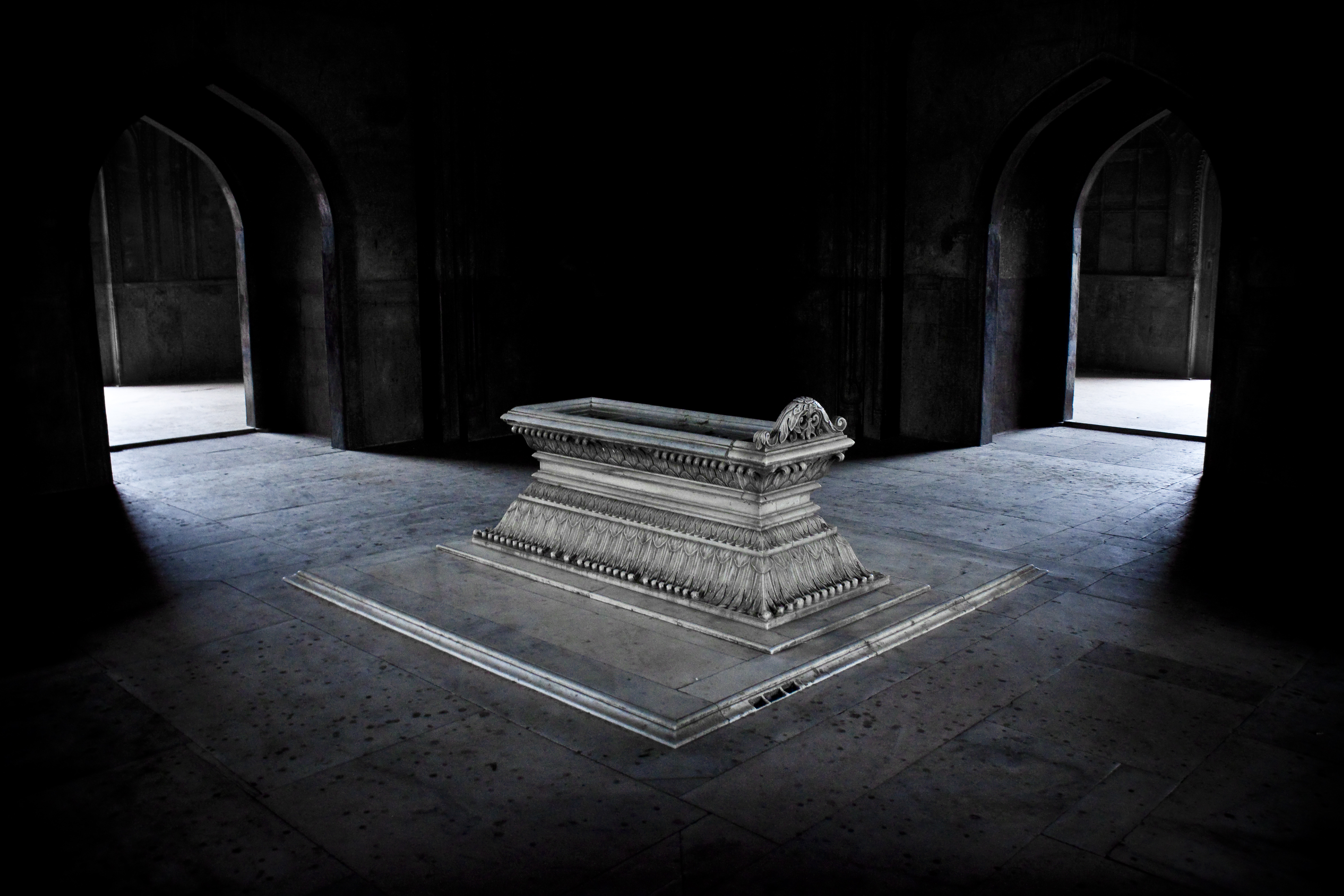
القبر داخل المزار

مزار صفدر جنك (بالهندية: सफदरजंग का मकबरा)، (بالأردية: مزار صفدر جنگ) هو ضريح من الحجر الرملي والرخام في نيودلهي، الهند. تم بناؤه سنة 1754 في أواخر الإمبراطورية المغولية للرجل دولة صفدر جنك، وكان يوصف بأنه آخر بصيص من العمارة المغولية.